# Kjell Johansson (förlagsman)
Kjell-Åke Ingvar Johansson, född 26 mars 1939, är en svensk förläggare och översättare från ryska. Johansson driver bokförlaget Murbräckan i Borrby som specialiserat sig på att ge ut äldre, ej tidigare översatt rysk skönlitteratur.

## Översättningar
- Aleksej Skaldin: Nikodim den äldres irrfärder och äventyr (Stranstvija i priključenija Nikodima staršago) (1994)
- Fjodor Sologub: En legend i vardande (Tvorimaja legenda) (1995–1996)
- Avvakum: Prosten Avvakums levnadsbeskrivning av honom själv nedtecknad (Žitie protopopa Avvakuma, im samim napisannoe) (1997)
- Osip Senkovskij: Baron Brambeus fantastiska resor (Fantastičeskie putešestvija Barona Brambeusa) (1998)
- Aleksandr Pusjkin: Eugen Onegin (Evgenij Onegin) (1999)
- Fjodor Sologub: En liten människa: noveller (2000)
- Lidija Zinovjeva-Annibal: De trettiotre vidundren ; Ett tragiskt menageri (Tridcatʹ tri uroda och Tragičeskij zverinec) (2002)
- Boris Savinkov: En terrorists memoarer (Vospominanija terrorista) (2003)
- Andrej Belyj: Petersburg: originalversionen (Peterburg) (2003)
- Aleksandr Grin: Det oförverkligades kust: två berättelser från haven (Begustjaja po volnam och Alyje parusa) (2004)
- Valerij Brjusov: Den brinnande ängeln (Ognennyj angel) (2005)
- Andrej Belyj: 2:a symfonin (den dramatiska) (Vtoraja simfonija, dramatičeskaja) (2005)
- Andrej Belyj: Moskva (Moskva) (2006)
- Aleksej Remizov: Klockan (Časy) (2008)
- Andrej Belyj: Masker (Maski) (2009)
- Pjotr Filippovitj Jakubovitj: I de utstöttas värld: en före detta straffarbetares anteckningar (V mire otveržennych) (2010)
- Ivan Turgenjev: Obruten mark (Novʹ) (2011)

## Priser och utmärkelser
- 2003 – Svenska Akademiens översättarpris